# Prix de l'Arc de Triomphe
Prix de l'Arc de Triomphe, är ett galopplöp för 3-åriga och äldre galopphästar, som rids varje år i oktober på Hippodrome de Longchamp utanför Paris i Frankrike. Löpet har ridits sedan 1920, och rids över distansen 2 400 meter. Det är ett Grupp 1-löp, det vill säga ett löp av högsta internationella klass.

## Rekord

### Flest segrar
Häst (2 segrar): Åtta hästar, varav tre ston, har segrat i löpet två gånger. Av dessa har endast Motrico inte segrat två år i rad.
- Ksar -	1921 och 1922 - 	Hingst -	Frankrike
- Motrico - 1930 och 1932 - Hingst -  Frankrike
- Corrida -	1936 och 1937 -	Sto - Frankrike
- Tantième - 1950 och 1951 -	Hingst -	Frankrike
- Ribot - 	1955 och 1956 -	Hingst -	Italien
- Alleged -	1977 och 1978 -	Hingst -	Irland
- Trêve - 2013 och 2014 -	Sto - Frankrike
- Enable - 2017 och 2018 - Sto - Storbritannien

Snabbast segertid: 2.24,46 då Danedream segrade i 2011 års upplaga. 2016 då tävlingarna hölls på Hippodrome de Chantilly segrade Found på tiden 2.23,61.
Jockey
6 segrar
- Lanfranco Dettori  – Italien: Lammtarra (1995), Sakhee (2001), Marienbard (2002), Golden Horn (2015), Enable (2017, 2018)

4 segrar
- Jacques Doyasbère  –  Frankrike: Djebel (1942), Ardan (1944), Tantième (1950, 1951)
- Freddy Head  –  Frankrike: Bon Mot (1966), San San (1972), Ivanjica (1976), Three Troikas (1979)
- Yves Saint-Martin  –  Frankrike: Sassafras (1970), Allez Frankrike (1974), Akiyda (1982), Sagace (1984)
- Pat Eddery  –  Irland: Detroit (1980), Rainbow Quest (1985), Dancing Brave (1986), Trempolino (1987)
- Olivier Peslier  –  Frankrike: Helissio (1996), Peintre Célèbre (1997), Sagamix (1998), Solemia (2012)
- Thierry Jarnet  –  Frankrike: Subotica (1992), Carnegie (1994), Trêve (2013, 2014)

Tränare
8 segrar 
- André Fabre – Trempolino (1987), Subotica (1992), Carnegie (1994), Peintre Célèbre (1997), Sagamix (1998), Hurricane Run (2005), Rail Link (2006), Waldgeist (2019)

## Segrare
| År   | Häst               | Land             | Efter             | Jockey                | Tränare            | Tvåa             | Trea                         | Tid              |
| ---- | ------------------ | ---------------- | ----------------- | --------------------- | ------------------ | ---------------- | ---------------------------- | ---------------- |
| 2023 | Ace Impact         | Frankrike        | Cracksman         | Cristian Demuro       | Jean-Claude Rouget | Westover         | Onesto                       | 2.25,50          |
| 2022 | Alpinista          | Storbritannien   | Frankel           | Luke Morris           | Sir Mark Prescott  | Vadeni           | Torquator Tasso              | 2.35,71          |
| 2021 | Torquator Tasso    | Tyskland         | Adlerflug         | Rene Piechulek        | Marcel Weiss       | Tarnawa          | Hurricane Lane               | 2.37,62          |
| 2020 | Sottsass           | Frankrike        | Siyouni           | Christian Demuro      | Jean-Claude Rouget | In Swoop         | Persian King                 | 2.39,34          |
| 2019 | Waldgeist          | Frankrike        | Galileo           | Pierre-Charles Boudot | André Fabre        | Enable           | Sottsass                     | 2.31,97          |
| 2018 | Enable             | Storbritannien   | Nathaniel         | Lanfranco Dettori     | John Gosden        | Sea of Class     | Cloth of Stars               | 2.29,24          |
| 2017 | Enable             | Storbritannien   | Nathaniel         | Lanfranco Dettori     | John Gosden        | Cloth of Stars   | Ulysses                      | 2.28,69          |
| 2016 | Found              | Irland           | Galileo           | Ryan Moore            | Aidan O'Brien      | Highland Reel    | Order of St George           | 2.23,61          |
| 2015 | Golden Horn        | Storbritannien   | Cape Cross        | Lanfranco Dettori     | John Gosden        | Flintshire       | New Bay                      | 2.27,23          |
| 2014 | Trêve              | Frankrike        | Motivator         | Thierry Jarnet        | Christiane Head    | Flintshire       | Taghrooda                    | 2.26,05          |
| 2013 | Trêve              | Frankrike        | Motivator         | Thierry Jarnet        | Christiane Head    | Orfevre          | Intello                      | 2.32,04          |
| 2012 | Solemia            | Frankrike        | Poliglote         | Olivier Peslier       | C.Laffon-Parias    | Orfevre          | Masterstroke                 | 2.37,68          |
| 2011 | Danedream          | Tyskland         | Lomitas           | Andrasch Starke       | Peter Schiergen    | Shareta          | Snow Fairy                   | 2.24,49          |
| 2010 | Workforce          | Storbritannien   | King's Best       | Ryan Moore            | Sir Michael Stoute | Nakayama Festa   | Sarafina                     | 2.35,30          |
| 2009 | Sea The Stars      | Irland           | Cape Cross        | Michael Kinane        | John Oxx           | Youmzain         | Cavalryman                   | 2.26,30          |
| 2008 | Zarkava            | Frankrike        | Zamindar          | Christophe Soumillon  | A.de Royer-Dupré   | Youmzain         | Soldier of Fortune It's Gino | 2.28,80          |
| 2007 | Dylan Thomas       | Irland           | Danehill          | Kieren Fallon         | Aidan O'Brien      | Youmzain         | Sagara                       | 2.28,50          |
| 2006 | Rail Link          | Frankrike        | Dansili           | S. Pasquier           | André Fabre        | Pride            | Hurricane Run                | 2.31,70          |
| 2005 | Hurricane Run      | Frankrike        | Montjeu           | Kieren Fallon         | André Fabre        | Westerner        | Bago                         | 2.27,40          |
| 2004 | Bago               | Frankrike        | Nashwan           | Thierry Gillet        | Jonathan Pease     | Cherry Mix       | Ouija Board                  | 2.25,00          |
| 2003 | Dalakhani          | Frankrike        | Darshaan          | Christophe Soumillon  | A.de Royer-Dupré   | Mubtaker         | High Chaparral               | 2.32,30          |
| 2002 | Marienbard         | Storbritannien   | Caerleon          | Lanfranco Dettori     | S. bin Suroor      | Sulamani         | High Chaparral               | 2.26,70          |
| 2001 | Sakhee             | Storbritannien   | Bahri             | Lanfranco Dettori     | S. bin Suroor      | Aquarelliste     | Sagacity                     | 2.36,10          |
| 2000 | Sinndar            | Irland           | Grand Lodge       | Johnny Murtagh        | John Oxx           | Egyptband        | Volvoreta                    | 2.25,80          |
| 1999 | Montjeu            | Frankrike        | Sadler's Wells    | Michael Kinane        | John Hammond       | El Condor Pasa   | Croco Rouge                  | 2.38,50          |
| 1998 | Sagamix            | Frankrike        | Linamix           | Olivier Peslier       | André Fabre        | Leggera          | Tiger Hill                   | 2.34,50          |
| 1997 | Peintre Célèbre    | Frankrike        | Nureyev           | Olivier Peslier       | André Fabre        | Pilsudski        | Borgia                       | 2.24,60          |
| 1996 | Helissio           | Frankrike        | Fairy King        | Olivier Peslier       | Elie Lellouche     | Pilsudski        | Oscar Schindler              | 2.29,90          |
| 1995 | Lammtarra          | Storbritannien   | Nijinsky          | Lanfranco Dettori     | S.bin Suroor       | Freedom Cry      | Swain                        | 2.31,80          |
| 1994 | Carnegie           | Frankrike        | Sadler's Wells    | Thierry Jarnet        | André Fabre        | Hernando         | Apple Tree                   | 2.31,10          |
| 1993 | Urban Sea          | Frankrike        | Miswaki           | Eric Saint-Martin     | Jean Lesbordes     | White Muzzle     | Opera House                  | 2.37,90          |
| 1992 | Subotica           | Frankrike        | Pampabird         | Thierry Jarnet        | André Fabre        | User Friendly    | Vert Amande                  | 2.39,00          |
| 1991 | Suave Dancer       | Frankrike        | Green Dancer      | Cash Asmussen         | John Hammond       | Magic Night      | Pistolet Bleu                | 2.31,40          |
| 1990 | Saumarez           | Frankrike        | Rainbow Quest     | Gérald Mossé          | Nicolas Clément    | Epervier Bleu    | Snurge                       | 2.29,80          |
| 1989 | Carroll House      | Storbritannien   | Lord Gayle        | Michael Kinane        | Michael Jarvis     | Behera           | Saint Andrews                | 2.30,80          |
| 1988 | Tony Bin           | Italien          | Kampala           | John Reid             | L. Camici          | Mtoto            | Boyatino                     | 2.27,30          |
| 1987 | Trempolino         | Frankrike        | Sharpen Up        | Pat Eddery            | André Fabre        | Tony Bin         | Triptych                     | 2.26,30          |
| 1986 | Dancing Brave      | Storbritannien   | Lyphard           | Pat Eddery            | Guy Harwood        | Bering           | Triptych                     | 2.27,70          |
| 1985 | Rainbow Quest      | Storbritannien   | Blushing Groom    | Pat Eddery            | Jeremy Tree        | Sagace           | Kozana                       | 2.29,50          |
| 1984 | Sagace             | Frankrike        | Luthier           | Yves Saint-Martin     | Patrick Biancone   | Northern Trick   | All Along                    | 2.39,10          |
| 1983 | All Along          | Frankrike        | Targowice         | Walter Swinburn       | Patrick Biancone   | Sun Princess     | Luth Enchantée               | 2.28,10          |
| 1982 | Akiyda             | Frankrike        | Labus             | Yves Saint-Martin     | François Mathet    | Ardross          | Awaasif                      | 2.37,00          |
| 1981 | Gold River         | Frankrike        | Riverman          | G.-W. Moore           | Alec Head          | Bikala           | April Run                    | 2.35,40          |
| 1980 | Detroit            | Frankrike        | Riverman          | Pat Eddery            | Olivier Douïeb     | Argument         | Ela-Mana-Mou                 | 2.28,00          |
| 1979 | Three Troikas      | Frankrike        | Lyphard           | Freddy Head           | Christiane Head    | Le Marmot        | Troy                         | 2.28,90          |
| 1978 | Alleged            | Irland           | Hoist the Flag    | Lester Piggott        | Vincent O'Brien    | Trillion         | Dancing Maid                 | 2.36,50          |
| 1977 | Alleged            | Irland           | Hoist the Flag    | Lester Piggott        | Vincent O'Brien    | Balmerino        | Crystal Palace               | 2.30,60          |
| 1976 | Ivanjica           | Frankrike        | Sir Ivor          | Freddy Head           | Alec Head          | Crow             | Youth                        | 2.39,40          |
| 1975 | Star Appeal        | Tyskland         | Appiani           | Greville Starkey      | Theo Grieper       | On My Way        | Comtesse de Loir             | 2.33,60          |
| 1974 | Allez France       | Frankrike        | Sea Bird          | Yves Saint-Martin     | Angel Penna        | Comtesse de Loir | Margouillat                  | 2.36,90          |
| 1973 | Rheingold          | Storbritannien   | Fabergé           | Lester Piggott        | Barry Hills        | Allez France     | Hard to Beat                 | 2.35,80          |
| 1972 | San San            | Frankrike        | Bald Eagle        | Freddy Head           | Angel Penna        | Rescousse        | Homeric                      | 2.28,30          |
| 1971 | Mill Reef          | Storbritannien   | Never Bend        | Geoff Lewis           | Ian Balding        | Pistol Packer    | Cambrizzia                   | 2.28,30          |
| 1970 | Sassafras          | Frankrike        | Sheshoon          | Yves Saint-Martin     | François Mathet    | Nijinsky         | Miss Dan                     | 2.29,70          |
| 1969 | Levmoss            | Storbritannien   | Le Levanstell     | W. Williamson         | S. McGrath         | Park Top         | Grandier                     | 2.29,            |
| 1968 | Vaguely Noble      | Frankrike        | Vienna            | W. Williamson         | Étienne Pollet     | Sir Ivor         | Carmarthen                   | 2.35,20          |
| 1967 | Topyo              | Frankrike        | Fine Top          | W. Pyers              | C.-W. Bartholomew  | Salvo            | Ribocco                      | 2.38,20          |
| 1966 | Bon Mot            | Frankrike        | Worden            | Freddy Head           | W. Head            | Sigebert         | Lionel                       | 2.39,80          |
| 1965 | Sea Bird           | Frankrike        | Dan Cupid         | Pat Glennon           | Étienne Pollet     | Reliance         | Diatome                      | 2.35,50          |
| 1964 | Prince Royal       | Frankrike        | Ribot             | Roger Poincelet       | G. Bridgland       | Santa Claus      | La Bamba                     | 2.35,50          |
| 1963 | Exbury             | Frankrike        | Le Haar           | J. Deforge            | G. Watson          | Le Mesnil        | Misti                        | 2.35,00          |
| 1962 | Soltikoff          | Frankrike        | Prince Chevalier  | M. Depalmas           | R. Pelat           | Monade           | Val de Loir                  | 2.30,90          |
| 1961 | Molvedo            | Italien          | Ribot             | E. Camici             | A. Maggi           | Right Royal      | Misti                        | 2.33,40          |
| 1960 | Puissant Chef      | Frankrike        | Djefou            | M. Garcia             | C.-W. Bartholomew  | Hautain          | Point d'Amour III            | 2.44,            |
| 1959 | Saint Crespin      | Frankrike        | Auréole           | George Moore          | Alec Head          | Midnight Sun     | Le Loup Garou                | 2.33,30          |
| 1958 | Ballymoss          | Irland           | Mossborough       | S. Breasley           | Vincent O'Brien    | Fric             | Cherasco                     | 2.37,90          |
| 1957 | Oroso              | Frankrike        | Tifinar           | S. Boullenger         | D. Lescalle        | Denisy           | Balbo                        | 2.33,40          |
| 1956 | Ribot              | Italien          | Tenerani          | E. Camici             | U. Penco           | Talgo            | Tanerko                      | 2.34,70          |
| 1955 | Ribot              | Italien          | Tenerani          | E. Camici             | U. Penco           | Beau Prince II   | Picounda                     | 2.35,60          |
| 1954 | Sica Boy           | Frankrike        | Sunny Boy         | W. Johnstone          | P. Pelat           | Banassa          | Filante                      | 2.36,30          |
| 1953 | La Sorellina       | Frankrike        | Sayani            | M. Larraun            | Étienne Pollet     | Silnet           | Worden                       | 2.31,80          |
| 1952 | Nuccio             | Frankrike        | Traghetto         | Roger Poincelet       | Alec Head          | La Mirambule     | Dynamiter                    | 2.39,80          |
| 1951 | Tantième           | Frankrike        | Deux Pour Cent    | Jacques Doyasbère     | François Mathet    | Nuccio           | Le Tirol                     | 2.32,80          |
| 1950 | Tantième           | Frankrike        | Deux Pour Cent    | Jacques Doyasbère     | François Mathet    | Alizier          | L'Amiral                     | 2.34,20          |
| 1949 | Coronation         | Frankrike        | Djebel            | Roger Poincelet       | Charles Semblat    | Double Rose      | Amour Drake                  | 2.38,60          |
| 1948 | Migoli             | Storbritannien   | Bois Roussel      | C. Smirke             | Frank Butters      | Nirgal           | Bey                          | 2.31,60          |
| 1947 | Le Paillon         | Frankrike        | Fastnet           | F. Rochetti           | W. Head            | Goyama           | Madelon                      | 2.33,40          |
| 1946 | Caracalla          | Frankrike        | Tourbillon        | Charlie Elliott       | Charles Semblat    | Prince Chevalier | Pirette                      | 2.33,30          |
| 1945 | Nikellora          | Frankrike        | Vatellor          | R. Johnstone          | R. Pelat           | Ardan            | Chanteur                     | 2.34,80          |
| 1944 | Ardan              | Frankrike        | Pharis            | Jacques Doyasbère     | Charles Semblat    | Un Gaillard      | Deux Pour Cent               | 2.35,00          |
| 1943 | Verso II           | Frankrike        | Pinceau           | G. Duforez            | C. Clout           | Esmeralda        | Norseman                     | 2.33,40          |
| 1942 | Djebel             | Frankrike        | Tourbillon        | Jacques Doyasbère     | Charles Semblat    | Tornado          | Breughel                     | 2.37,90          |
| 1941 | Le Pacha           | Frankrike        | Biribi            | P. Francolon          | J. Cunnington      | Nepenthe         | Djebel                       | 2.36,20          |
| 1940 | Inga lopp kördes   | Inga lopp kördes | Inga lopp kördes  | Inga lopp kördes      | Inga lopp kördes   | Inga lopp kördes | Inga lopp kördes             | Inga lopp kördes |
| 1939 | Inga lopp kördes   | Inga lopp kördes | Inga lopp kördes  | Inga lopp kördes      | Inga lopp kördes   | Inga lopp kördes | Inga lopp kördes             | Inga lopp kördes |
| 1938 | Éclair au Chocolat | Frankrike        | Bubbles           | C. Bouillon           | L. Robert          | Antonym          | Canot                        | 2.39,80          |
| 1937 | Corrida            | Frankrike        | Coronach          | Charlie Elliott       | J.-E. Watts        | Tonnelle         | Mousson                      | 2.33,90          |
| 1936 | Corrida            | Frankrike        | Coronach          | Charlie Elliott       | J.-E. Watts        | Cousine          | Fantastic                    | 2.38,60          |
| 1935 | Samos              | Frankrike        | Brûleur           | W. Sibbritt           | F. Carter          | Péniche          | Corrida                      | 2.42,60          |
| 1934 | Brantôme           | Frankrike        | Blandford         | C. Bouillon           | L. Robert          | Assuérus         | Félicitation                 | 2.41,80          |
| 1933 | Crapom             | Italien          | Cranach II        | P. Caprioli           | F. Regoli          | Casterari        | Pantalon                     | 2.41,60          |
| 1932 | Motrico            | Frankrike        | Radamès           | Ch.-H. Semblat        | M. d'Okhuysen      | Goyescas         | Macaroni                     | 2.44,60          |
| 1931 | Pearl Cap          | Frankrike        | Le Capucin        | Ch.-H. Semblat        | F. Carter          | Amfortas         | Prince Rose                  | 2.38,80          |
| 1930 | Motrico            | Frankrike        | Radamès           | M. Fruhinsholtz       | M. d'Okhuysen      | Hotwood          | Filarete                     | 2.44,80          |
| 1929 | Ortello            | Italien          | Teddy             | P. Caprioli           | W. Carter          | Kantar           | Finglas                      | 2.42,80          |
| 1928 | Kantar             | Storbritannien   | Alcantara II      | A. Esling             | R. Carver          | Rialto           | Finglas                      | 2.38,80          |
| 1927 | Mon Talisman       | Frankrike        | Craig and Eran    | Ch.-H. Semblat        | F. Carter          | Nino             | Felton                       | 2.32,80          |
| 1926 | Biribi             | Frankrike        | Rabelais          | D. Torterolo          | J. Torterolo       | Dorina           | Ptolemy                      | 2.32,80          |
| 1925 | Priori             | Frankrike        | Brûleur           | M. Allemand           | P. Carter          | Cadum            | Tras Los Montes              | 2.33,80          |
| 1924 | Massine            | Frankrike        | Consols           | A. Sharpe             | E. Cunnington      | Isola Bella      | Cadum                        | 2.40,80          |
| 1923 | Parth              | Storbritannien   | Polymelus         | F. O'Neill            | J.-H. Crawford     | Massine          | Filibert de Savoie           | 2.38,20          |
| 1922 | Ksar               | Frankrike        | Brûleur           | F. Bullock            | W.-R. Walton       | Fléchois         | Relapse                      | 2.38,80          |
| 1921 | Ksar               | Frankrike        | Brûleur           | G. Stern              | W.-R. Walton       | Fléchois         | Square Measure               | 2.34,80          |
| 1920 | Comrade            | Frankrike        | Bachelor's Double | F Bullock             | P.-P. Gilpin       | King's Cross     | Pieurs                       | 2.39,            |